# Nkosi Tafari
Nkosi Tafari Burgess (ur. 23 marca 1997 w Nowym Jorku) – amerykański piłkarz pochodzenia liberyjskiego, jamajskiego i etiopskiego występujący na pozycji środkowego obrońcy, od 2025 roku zawodnik Los Angeles FC.